# Xis (sanduíche)

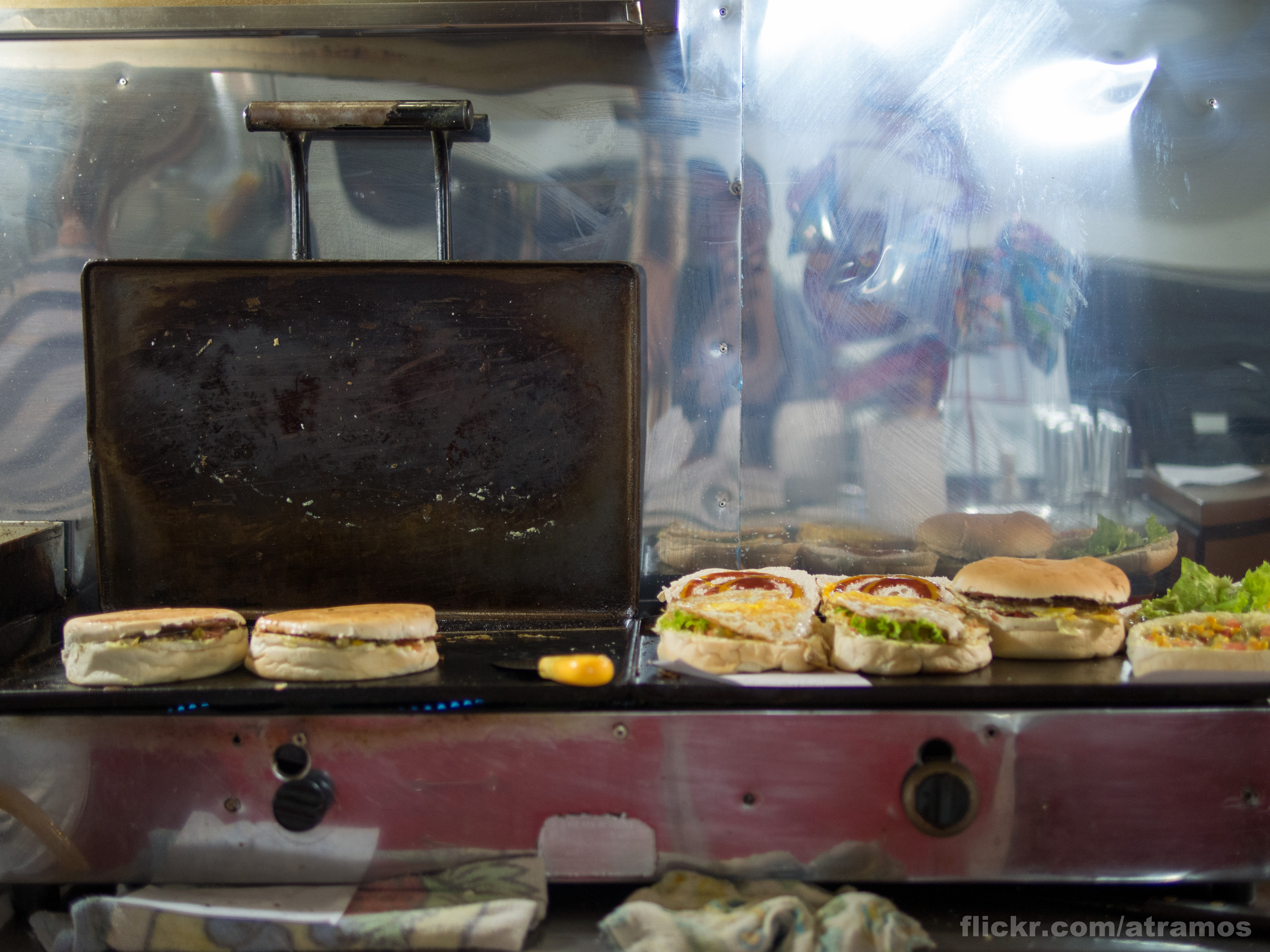
Xis sendo preparados na chapa

Xis ou Xis Gaúcho é um tipo único de sanduíche/cheeseburguer popular no estado brasileiro do Rio Grande do Sul e na região do Sul do Brasil. Costuma levar carne, queijo, alface, tomate, milho, ervilha e maionese, prensado na chapa em um pão maior que o de um hambúrguer convencional (diâmetro de 18 cm). Existem diversas variações, com ingredientes como filé e coração de frango, ovo, calabresa, bacon, palmito, peixe e camarão.

## Origem
A origem do xis é incerta, mas seu nome deriva da pronúncia aportuguesada de cheese (queijo, em inglês). Tornou-se popular a partir da década de 1970. Um dos locais famosos pelo prato é a Lancheria do Parque de Porto Alegre. O sanduíche tornou-se popular em outros estados, como São Paulo.
Canoas é considerada a "cidade referência do Xis/X-Burguer Gaúcho" segundo a lei 5990/2016. A lei também estabelece 28 de maio como o "dia do Xis/X-Burguer".